# 폐렴구균 백신
폐렴구균 백신(영어: pneumococcal vaccine)은 폐렴구균에 의한 감염을 예방하기 위한 백신이다. 폐렴구균은 급성 중이염, 폐렴 및 균혈증, 수막염 등 침습성 감염을 일으키는 주요 원인균 중의 하나이며, 폐렴구균에 의한 침습성 감염은 영아 및 어린 소아와 65세 이상의 고령자에서 발생 빈도가 높다. 세계보건기구(WHO) 필수 의약품 목록에 등재되어 있다. WHO는 폐렴구균 백신을 다른 백신과 섞어서 접종할 것을 권장한다. 후천면역결핍증후군환자도 접종하는 것을 권장한다.

## 폐렴구균 백신의 종류
제작 방식에 따라 다당백신과 단백결합백신으로 분류된다. 다당백신은 폐렴구균 세포벽의 주성 분인 다당을 항원으로 이용한 백신이다. 단백결합백신은 2세 이하의 소아가 다당의 항원에 대한 항체를 원활히 형성하지 못하므로 이를 보완하기 위해 단백질 운반체를 다당의 항원과 결합시켜 개발한 백신이다.
- 단백결합백신: 항체를 더 많이 형성하고, 항체역가가 더 오래 지속되며, 가격이 상대적으로 비싸다.
- 다당백신: 항체를 조금 적게 형성하고, 항체 역가가 덜 지속되며, 가격이 상대적으로 싸다.

국내에서는 10가 및 13가 단백결합 백 신과 23가 다당 백신이 사용되고 있다. 10가 단백결합 백신은 생후 6주부터 59개월 이하 영·유아에서 접종 이 가능하며, 13가 단백결합 백신은 생후 6주 이상부터 접종 가능하다. 23가 다당 백신은 2세 미만의 소아 에게는 권장되지 않는다.

## 접종 대상
모든 영·유아와 65세 이상의 고령자, 폐렴구균 감염 위험이 높은 만 2세 이상 소아·청소년 및 성인에게 접종이 권장된다.

## 접종 시기

### 단백결합 백신[2]
- 생후 2~59개월 소아: 생후 2, 4, 6개월에 3회 기초접종, 12~15개월에 1회 추가접종. 생후 7개월 이후 접종을 시작할 경우 시작연령 및 백신 종류에 따라 1~3회 접종. 10가와 13가 백신간의 교차접종은 권고하지 않음

### 다당 백신[2]
- 65세 이상 연령에서 1회 접종
- 비장적출술, 인공와우 이식술, 항암치료나 면역억제요법 시작 전 최소 수술 2주 전에 접종 완료
- 기능적 또는 해부학적 무비증, 면역기능 저하 상태의 소아청소년(2세 이상)
- 65세 이전에 첫 번째 다당 백신을 접종받은 사람이 65세 이상 되었을 경우 첫 번째 다당 백신접종으로부터 5년이 경과한 후 1회에 한하여 재접종

## 부작용
때때로 주사 부위에 통증이 있으며 충혈되는 경우가 있다. 다른 부작용으로 열, 짜증, 졸음, 식욕 부진, 구토 등이 발생할 수 있다. 국소적 인 부작용의 발생 빈도는 단백결합 백신보다 다당 백신에서 더 높으며, 접종횟수가 늘어날수록 증가한다. 또 한, 단백결합 백신과 DTP 백신을 동시에 접종하였을 때 고열의 부작용이 나타날 수 있는데, 이는 DTP 백 신 접종에 기인된 것으로 여겨진다.